# Kallawayas
Os kallawayas são um grupo de xamãs nômades tradicionais, que habitam o lado Bolíviano da Cordilheira dos Andes.
Vivem nas proximidades da região de Bautista Saavedra, ao norte de La Paz. São representantes da cultura mollo e descendentes diretos da cultura tihuanacota. De acordo com o projeto de salvaguarda da UNESCO, a presença dos kallawayas remonta às origens do império Inca.